# Томаш Новек
Томаш Новек (Нувек, Новко) з Лелюва (пом. між 1409 і 1414) — римсько-католицький і державний діяч Королівства Польського, канонік сандомирський (1404—1409), підскарбій королівський (1407?).

## Життєпис
Томаш народився орієнтовно в третій чверті XIV століття, можливо, в Лелюві, оскільки писався в документах «з Лелюва».
Щонайменше з 1393 року перебував на королівській службі. 1394 року був капеланом підскарбія королівського Гінчки з Роґова. 22 листопада 1398 року він згадується як викладач колегії псалтиристів у Вавельській катедрі.
Під час відновлення Краківського університету, коли з ласки єпископа Пйотра Виша костел Святого Войцеха став парафіяльним для цього навчального закладу, його останнім плебаном і пребендарем (1400—1406) був Томаш Новек. Протягом 1401—1409 років був вікарієм, протягом 1402—1409 років вівтаристом Святого Владислава у Краківській катедрі. 1402 року згадується як нотаріус, який бере участь у перевірці рахунків Бохенської жупи. Цьогоріч придбав у Клеменса з Москожева будинок, відомий тоді як «Тонкий куточок» («пол. Cienkiej Katki»), а на початку XVI століття знаний як «Зірвикаптур» («пол. Zerwikaptur») на вулиці Ґродзькій у Кракові за 120 гривень. Був каноніком сандомирської колеґіати (1404—1409), плебаном костелу Святої Анни в Кракові (1404—1409).
1406 року Новек заснував першу колеґіатуру-кафедру граматики та риторики в Краківському університеті, яка так і називалася «Новкова». 11 серпня цього року був споруджений у Вавельській катедрі вівтар Святої Марії Єгипетської та Святого Олексія, фундований 24 липня Томашем Новеком як забезпечення професора кафедри граматики й риторики. До обов'язків капелана при цьому вівтарі, встановлених Новеком, входило: відправлення двох мес на тиждень (особисто або через заступника), одну за відпущення гріхів, іншу за померлих. Він мав бути магістром вільних мистецтв, його викладацькі обов'язки полягали в щоденному викладанні граматики чи риторики, також він мав двічі на тиждень проводити диспути, бідних навчати безкоштовно, а з багатших міг брати оплату.
1407 року Томаш Новек згадується як кустош (чи скарбник) королівської скарбниці, фактично був підскарбієм королівським, хоча за життя не згадується на цій посаді.
19 лютого 1409 року він заповів вікарію краківської катедри 30 гривень на відправлення панахид у річниці смерті для своїх родичів, з умовою, що після його смерті будуть правитися такі панахиди й для нього, на що він також залишив 30 гривень.
Помер Томаш Новек між 1409 і 1414 роками.